# Елховое Озеро (Самарская область)
Елховое Озеро — посёлок в Елховском районе Самарской области. Входит в сельское поселение Красное Поселение.

## География
Посёлок находится на расстоянии примерно 14 км (по прямой) на северо-северо-восток от районного центра села Елховка.

## Население
| 2010 | 2013 | 2014 | 2015 | 2016 |
| ---- | ---- | ---- | ---- | ---- |
| 94   | ↗117 | →117 | ↘116 | ↘113 |

Постоянное население составляло 122 человека (русские 75 %) в 2002 году, 94 человека в 2010 году.

## Улицы
В посёлке имеются ул. Рабочая и пер. Северный. 